# باتريك باسكال
باتريك باسكال أونيا (بالإنجليزية: Patrick Pascal Onya)‏ هو لاعب كرة قدم نيجيري، ولد في 14 ديسمبر 1974. شارك مع منتخب نيجيريا لكرة القدم. أما مع النوادي، فقد لعب مع آلتاي إزمير ورويال أنتويرب وزولته فاريجيم وشوتينغ ستارز وغنتشلربيرليغي.

## وصلات خارجية
- باتريك باسكال على موقع اتحاد تركيا (لاعب) (الإنجليزية)
- باتريك باسكال على موقع قاعدة بيانات كرة القدم.إي يو (الإنجليزية)
- باتريك باسكال على موقع ناشيونال فوتبول تيمز (الإنجليزية)
- باتريك باسكال على موقع Soccerway.com (الإنجليزية)
- باتريك باسكال على موقع أوليمبيديا (الإنجليزية)